# بلير براون (لاعب كرة قدم أمريكية)
بلير براون (بالإنجليزية: Blair Brown)‏ هو لاعب كرة قدم أمريكية أمريكي، ولد في 27 مايو 1994 في مورينو فالي في الولايات المتحدة.

## وصلات خارجية
- بلير براون على موقع مرجع كرة القدم المحترفة.كوم (الإنجليزية)